# Leptophion gobius
Leptophion gobius là một loài tò vò trong họ Ichneumonidae.